# Buchillon
Buchillon − miejscowość i gmina (commune) w zachodniej Szwajcarii, w kantonie Vaud, w okręgu (district) Morges. Leży nad Jeziorem Genewskim oraz rzeką Aubonne.

## Demografia
W Buchillon mieszkają 674 osoby. W 2021 roku 27% populacji gminy stanowiły osoby urodzone poza Szwajcarią.

## Transport
Przez teren gminy przebiega droga główna nr 1. 